# Rakovica, Kranj
Rakovica este o localitate din comuna Kranj, Slovenia, cu o populație de 69 de locuitori.